# Antiphon van Rhamnus
Antiphon van Rhamnus (Oudgrieks: Ἀντιφῶν) (± 480 – 411 v.Chr.) was de oudste van de 10 redenaars die opgenomen werden in de kanon van de Attische redenaars.
Hij werd geboren in de Attische deme Rhamnous. Volgens pseudo-Ploutarchos legde hij zich aanvankelijk toe op dichtkunst en opende hij in Korinthe een praktijk waar hij droefheid genas zoals artsen ziekten genazen. Vooruitlopend op de praattherapie luisterde hij eerst naar de oorzaken en probeerde hij dan met verbale overredingskracht de droefheid weg te nemen en te troosten. Uiteindelijk vond hij het beroep beneden zijn waardigheid en koos hij voor de retorica. 
Als welbespraakte aristocraat verwierf Antiphon beroemdheid als logograaf (= jurist die op bestelling redevoeringen voor anderen schreef). Ook was hij leraar in welsprekendheid. In een verloren gegaan geschrift Rhetoriká toonde hij voor het eerst met retorische oefeningen aan hoe een juridische redevoering (aanklacht én pleidooi) opgebouwd moest worden.
Vanwege zijn strenge antidemocratische opvattingen verscheen hij zelf zelden voor een rechtbank en sprak hij slechts bij uitzondering voor een groot publiek. In 411 was hij een van de belangrijkste leiders van de Oligarchische Revolutie van de Vierhonderd. In die hoedanigheid maakte hij deel uit van het gezantschap dat naar Sparta ging om te onderhandelen over het beëindigen van de Peloponnesische Oorlog. De zending was echter gedoemd tot mislukken.
Nadat het de democraten gelukt was de macht te heroveren, vluchtten de oligarchische leiders naar Dekeleia, maar Antiphon bleef in Athene. Als een van de voorstanders van de harde lijn werd hij dan ook voor de rechtbank gedaagd, ter dood veroordeeld en geëxecuteerd. De rede die hij tijdens het proces als zelfverdediging heeft uitgesproken werd door de historicus Thucydides zeer geapprecieerd, maar er bleef slechts weinig van bewaard. Fragmenten uit die speech zijn wel bewaard gebleven en in 1907 door J. Nicole vanaf een Egyptische papyrus bewerkt.

## Werken
Het werk van Antiphon van Rhamnous heeft grote waarde voor de Griekse literatuurgeschiedenis. Hij is namelijk een van de eerste Attische prozaïsten. Als redenaar hanteerde hij een plechtige stijl, en hij legde vooral de grondslagen voor de juridische welsprekendheid.
Van zijn redevoeringen bleven er een 15-tal bewaard, waaronder drie pleidooien die over moordzaken gaan: Aanklacht wegens gifmengen (Katēgoria pharmakeías), De Moord op Herodes (Perì toû Hērðdou phónou) en De choreut (Perì toû choreutoû).
- Bibsys: 90258576
- Biblioteca Nacional de España: XX833289
- Bibliothèque nationale de France: cb120672974 (data)
- Catàleg d'autoritats de noms i títols de Catalunya: 981058521710506706
- CiNii: DA02765235
- Gemeinsame Normdatei: 118503448
- International Standard Name Identifier: 0000 0001 0922 3671
- Library of Congress Control Number: n82101412
- Bibliotheek van het Japanse parlement: 00511738
- Nationale Bibliotheek van Tsjechië: jn19990210047
- Nationale bibliotheek van Australië: 35634659
- Nationale Bibliotheek van Israël: 987007257882605171
- Nationale Bibliotheek van Polen: a0000001191866
- Nationale en Universitaire bibliotheek Zagreb: 000729812
- Nederlandse Thesaurus van Auteursnamen: 069483507
- Réseau des bibliothèques de Suisse occidentale: 02-A012330817
- Istituto Centrale per il Catalogo Unico: CFIV160448
- LIBRIS: 174800
- Système universitaire de documentation: 028941497
- Virtual International Authority File: 26151776750618011460

Aeschines · Andocides · Antiphon · Demosthenes · Dinarchus · Hyperides · Isaeus · Isocrates · Lycurgus · Lysias